# Spoorlijn Hagen-Eckesey - Hagen Güterbahnhof
De spoorlijn Hagen-Eckesey - Hagen Güterbahnhof is een Duitse spoorlijn en is als spoorlijn 2802 onder beheer van DB Netze.

## Geschiedenis
Het traject werd door de Preußische Staatseisenbahnen geopend op 11 oktober 1913 en in 2002 gesloten. Thans is de lijn buiten gebruik.

## Treindiensten
De lijn is alleen in gebruik geweest voor goederenvervoer.

## Aansluitingen
In de volgende plaatsen is of was er een aansluiting op de volgende spoorlijnen:
Hagen-Eckesey
DB 26, spoorlijn tussen Hagen Hauptbahnhof en Hagen-Eckesey
DB 2423, spoorlijn tussen Düsseldorf-Derendorf en Dortmund Süd
DB 2822, spoorlijn tussen Hagen-Eckesey en Hagen-Vorhalle
DB 2823, spoorlijn tussen Hagen-Eckesey en de aansluiting Hohensyburg
Hagen Güterbahnhof
DB 2803, spoorlijn tussen Hagen-Vorhalle en Hagen Güterbahnhof
DB 2811, spoorlijn tussen de aansluiting Rehsiepen en de aansluiting Einhaus

## Elektrificatie
Het traject werd in 1964 geëlektrificeerd met een wisselspanning van 15.000 volt 16⅔ Hz.